# ABN AMRO (Uruguay)
El ABN AMRO Bank (o también Banco Holandés Unido) fue un banco privado neerlandés que operó en Uruguay como parte del grupo bancario internacional ABN AMRO Bank N.V., con sede en Ámsterdam.
Se estableció en Montevideo como representante del capital neerlandés en el sistema bancario uruguayo y durante su existencia en el país, prestó servicios bancarios tanto a clientes corporativos como a individuos. En sus primeras décadas, fue conocido como Banco Holandés Unido, antes de adoptar la marca ABN AMRO.

## Historia
El Banco Holandés Unido se estableció en Uruguay en 1952 como una filial del banco neerlandés Hollandsche Bank-Unie (HBU). En 1968, HBU fue adquirido por el Algemene Bank Nederland (ABN), que más tarde se fusionó con el Amsterdamsche en Rotterdamsche Bank (AMRO Bank), formando el grupo ABN AMRO.
En 1999, ABN AMRO absorbió a Banco Real del Uruguay, consolidándose bajo una única entidad; ABN AMRO Bank N.V.
En 2008, debido a una nueva reestructuración, el patrimonio total de ABN AMRO en Uruguay fue transferido al Banco Santander S.A, cesando así sus operaciones en el país.

## Reestructuración y absorción del Banco Real
El 1 de septiembre de 1999, el Banco Real S.A, una entidad subsidiaria del Banco Real de Brasil, fue absorbido por el ABN AMRO. El Banco Central del Uruguay, mediante la resolución del 26 de agosto de 1999, autorizó la transferencia de la totalidad de los activos y pasivos del Banco Real S.A al ABN AMRO Bank N.V.. Este proceso oficializó el cierre del Banco Real del Uruguay el 31 de agosto de 1999.

## Cese de operaciones y venta a Banco Santander
El 22 de diciembre de 2008, el Poder Ejecutivo resolvió autorizar la transmisión a título universal del patrimonio de ABN AMRO Bank N.V. a Banco Santander S.A., concretándose el 27 de diciembre del 2008. La operación fue de 175 millones de dólares, según el vicepresidente de Santander Uruguay, y consituyó la formación del banco privado más grande de la historia del país. El 23 de diciembre del 2008, el Banco Central del Uruguay, comunicó el retiro de la habilitación para funcionar como banco a ABN AMRO Bank N.V.. 
Finalmente, ABN AMRO cesó sus operaciones el día 26 de diciembre de 2008.
El Banco Santander absorbió a la totalidad de los puestos de trabajo y sucursales de la entidad fusionada. También logró mantener el 100% de los clientes de la entidad absorbida.